# Ato Ibáñez
Anatole „Ato” Ibáñez (ur. 14 listopada 1985) – szwedzki lekkoatleta specjalizujący się w chodzie sportowym.
Dwudziesty piąty chodziarz mistrzostw świata juniorów w Grosseto (2004). W 2011 nie ukończył chodu na 20 kilometrów podczas mistrzostw świata w Daegu. W 2013 był jedenasty na uniwersjadzie oraz zajął 23. (w chodzie na 20 kilometrów) i 22. miejsce (w chodzie na 50 kilometrów) podczas mistrzostw świata w Moskwie. Dziesiąty zawodnik mistrzostw Europy w Zurychu (2014). W 2015 zajął 40. lokatę na światowym czempionacie w Pekinie.
Wielokrotny złoty medalista mistrzostw Szwecji oraz reprezentant kraju w pucharze świata, drużynowych mistrzostwach świata, pucharze Europy w chodzie i w meczach międzypaństwowych. Zdobywał medale mistrzostw krajów nordyckich.
Rekordy życiowe: chód na 20 kilometrów – 1:20:54 (19 marca 2016, Dudince); chód na 50 kilometrów – 3:48:42 (15 sierpnia 2014, Zurych).
Chód sportowy uprawiali także jego rodzice – ojciec, Enrique Vera, ma na koncie srebrny medal mistrzostw świata, a matka, Siw Karlström stanęła na najniższym stopniu podium mistrzostw Europy w Stuttgarcie (1986). Jego przyrodnim bratem jest chodziarz Perseus Karlström.

## Osiągnięcia
| Rok  | Impreza                                | Miejsce    | Konkurencja              | Lokata      | Wynik    |
| ---- | -------------------------------------- | ---------- | ------------------------ | ----------- | -------- |
| 2004 | Puchar świata w chodzie sportowym      | Naumburg   | chód na 10 km (juniorów) | 28. miejsce | 45:28    |
| 2004 | Mistrzostwa świata juniorów            | Grosseto   | chód na 10 000 m         | 25. miejsce | 45:35,23 |
| 2007 | Puchar Europy w chodzie sportowym      | Leamington | chód na 20 km            | 38. miejsce | 1:26:33  |
| 2007 | Młodzieżowe mistrzostwa Europy         | Debreczyn  | chód na 20 km            | –           | DNF      |
| 2008 | Puchar świata w chodzie sportowym      | Czeboksary | chód na 20 km            | 72. miejsce | 1:28:36  |
| 2010 | Puchar świata w chodzie sportowym      | Chihuahua  | chód na 20 km            | 54. miejsce | 1:33:29  |
| 2011 | Puchar Europy w chodzie sportowym      | Olhão      | chód na 50 km            | 19. miejsce | 4:10:54  |
| 2011 | Mistrzostwa świata                     | Daegu      | chód na 20 km            | –           | DNF      |
| 2012 | Puchar świata w chodzie sportowym      | Sarańsk    | chód na 50 km            | 38. miejsce | 4:06:12  |
| 2013 | Puchar Europy w chodzie sportowym      | Dudince    | chód na 20 km            | 18. miejsce | 1:24:44  |
| 2013 | Uniwersjada                            | Kazań      | chód na 20 km            | 11. miejsce | 1:25:39  |
| 2013 | Mistrzostwa świata                     | Moskwa     | chód na 20 km            | 23. miejsce | 1:24:49  |
| 2013 | Mistrzostwa świata                     | Moskwa     | chód na 50 km            | 22. miejsce | 3:53:38  |
| 2014 | Puchar świata w chodzie sportowym      | Taicang    | chód na 20 km            | 54. miejsce | 1:23:43  |
| 2014 | Mistrzostwa Europy                     | Zurych     | chód na 50 km            | 10. miejsce | 3:48:42  |
| 2015 | Puchar Europy w chodzie sportowym      | Murcja     | chód na 20 km            | 10. miejsce | 1:22:48  |
| 2015 | Mistrzostwa świata                     | Pekin      | chód na 20 km            | 40. miejsce | 1:26:34  |
| 2015 | Mistrzostwa świata                     | Pekin      | chód na 50 km            | –           | DNF      |
| 2016 | Drużynowe mistrzostwa świata w chodzie | Rzym       | chód na 50 km            | –           | DQ       |
| 2017 | Puchar Europy w chodzie sportowym      | Podiebrady | chód na 50 km            | –           | DQ       |
| 2017 | Mistrzostwa świata                     | Londyn     | chód na 20 km            | 44. miejsce | 1:24:23  |
| 2018 | Drużynowe mistrzostwa świata w chodzie | Taicang    | chód na 20 km            | 37. miejsce | 4:06:27  |
| 2018 | Mistrzostwa Europy                     | Berlin     | chód na 50 km            | 20. miejsce | 4:03:53  |
| 2019 | Mistrzostwa świata                     | Doha       | chód na 50 km            | 12. miejsce | 4:17:04  |